# Turmhügel Hundsdruck
Der Turmhügel Hundsdruck ist der Rest einer abgegangenen Turmhügelburg (Motte) nordwestlich des Pfarrdorfes Happurg im mittelfränkischen Landkreis Nürnberger Land in Bayern. Die Burg ist fast vollkommen abgegangen, nur noch der künstlich aufgeschüttete Hügel zeugt von ihr.

## Geographische Lage
Der Turmhügel liegt im zentralen Bereich der Hersbrucker Alb, einem Teil des Mittelgebirges Frankenjura. Er befindet sich auf der Schnellerleite in etwa 360 m ü. NHN Höhe am nördlichen Fuß des Bauernberges über dem Tal des Happurger Baches.
Die Stelle der abgegangenen Burg liegt etwa 10 Meter über dem Talgrund und etwa 1100 Meter nordwestlich der evangelisch-lutherischen Pfarrkirche St. Maria und Georg in Happurg, oder etwa 28,5 Kilometer nordöstlich von Nürnberg.
In der Nähe befinden sich noch weitere ehemalige mittelalterliche Burgen, über dem Ort Happurg liegt der Burgstall Hacburg, etwas weiter südlicher über dem Happurger See lag die Burg Reicheneck, heute eine Ruine mit nur noch wenigen erhaltenen Resten. In östlicher Richtung befindet sich die Burgruine Lichtenstein und im westlich gelegenen Hersbruck steht das Hersbrucker Schloss, eine ehemalige Burg.

## Geschichte der Burg
Über die ehemalige Turmhügelburg bei Happurg ist keine urkundliche Erwähnung bekannt, auch der ursprüngliche Name der Burg und ihr Erbauer sind unbekannt.
Der Turmhügel liegt an der alten Gemeindeverbindungsstraße von Hersbruck nach Happurg und bietet einen guten Überblick über das Tal der Pegnitz, in dem früher die so genannte Goldene Straße, eine wichtige Handelsstraße, die die Reichsstadt Nürnberg und die Stadt Prag miteinander verband, verlief. Die Funktion der Burg ist zwar nicht bekannt, könnte aber in der Überwachung einer weiteren dort verlaufenden Altstraße, die vom oberpfälzischen Lauterhofen über Schupf und Happurg nach Hersbruck und weiter nach Forchheim führte, gelegen haben.
Nach Gustav Voit könnte es sich auch um eine Straßensperre des Reichenecker Territoriums gehandelt haben, die im Jahr 1348 zerstört wurde, für diese beiden Vermutungen gibt es aber keine urkundlichen Belege. 
Heute ist die frei zugängliche Burgstelle als Wiesenhügel erhalten, auf seiner Oberfläche wurden Obstbäume gepflanzt und dort wurde eine kleine Holzhütte errichtet.
Das vom bayerischen Landesamt für Denkmalpflege als „Mittelalterlicher Turmhügel“ erfasste Bodendenkmal trägt die Denkmalnummer D-5-6534-0015.

## Beschreibung des Burgstalls
Die ehemalige Mottenanlage befindet sich an einem nach Norden leicht abfallenden Hang am Fuß des 586,3 Meter hohen Bauernberges. Der künstlich angelegte Turmhügel hat einen kreisrunden Grundriss mit einem Durchmesser von etwa 80 Metern und ist noch drei bis vier Meter hoch. Früher war der Hügel von einem Graben und einem Außenwall umzogen, von beiden sind kaum sichtbare Spuren erhalten. Bebauungsspuren auf dem Gelände des Burgstalls sind ebenfalls nicht mehr vorhanden.